# عبد الله الشرقاوي (شيخ الأزهر)
عبد الله بن حجازي بن إبراهيم الشرقاوي (1150 هـ - 1227 هـ)، أحد مشايخ الأزهر الشريف في القرن الثالث عشر الهجري. تعلم في الأزهر الشريف وتولى مشيخته عام 1208 هـ. كانت له مواقف شجاعة أثناء ثورة أهل بلبيس في يوليو 1795، وخلال الحملة الفرنسية على مصر. نصب كل من الشيخ عبد الله الشرقاوي والقاضي وعمر مكرم محمد علي واليا على مصر عام 1805 ميلاديا.
وضع محمد علي باشا الشيخ الشرقاوي تحت الإقامة الجبرية بعد أن أوغر كل من عمر مكرم نقيب الأشراف ومحمد الدواخلي وسعيد الشامي بالشيخ الشرقاوي محمد علي. فأرسل محمد علي ترجمانه إلى الشيخ عبد الله الشرقاوي يأمره بلزوم داره وأنه لا يخرج منها ولا إلى صلاة الجمعة. وقد ذكر الجبرتي في مؤلفه عجائب الآثار في التراجم والأخبار أن «سبب ذلك أمور وضغائن ومنافسات بينه وبين إخوانه». ولكن محمد علي باشا أفرج عن الشيخ عبد الله الشرقاوي بعد أن تكلم القاضي مع الباشا بشأنه فقال محمد علي باشا: «أنا لا ذنب لي في التحجير عليه وإنما ذلك من تفاقمهم مع بعضهم.»

## مولده ونشأته
ولد بقرية الطويلة (الشرقية) من ضواحي بلبيس، بالقرب من قرية القرين في محافظة الشرقية بمصر عام 1150 هـ. حفظ في طفولته القرآن الكريم في القرين حيث نشأ بها، وتطلع إلى المعرفة فشد رحاله إلى الجامع الأزهر حيث درس على كثير من أعلام علمائه. ومال بفطرته الطبيعية إلى التصوف، فتلقن مبادئ الطريقة الخلوتية على الإمام الشيخ الحفني، ثم اتصل بالصوفي الشهير الشيخ محمود الكردي ولازمه، فرباه وأرشده، وقطع به مدارج الطريق، ولقَّنه أسراره فأصبح في مقدمة المريدين وطليعتهم.
تقلبت به الأحوال فتجرع مرارة الفقر كما ذاق حلاوة اليسر، وعاش في ظلال الخمول والنسيان، كما عاش في أضواء الجاه والسلطان، فاستفاد خبرة وتجربة ضمها إلى ما استفاده من علم وعرفان إلى ما أحرزه من مجاهدة روحية في مجال السلوك الصوفي، فصقلته التجارب وهذَّبته المعارف، وزكَّته النفحات، وبهذا نال الصدارة في دنياه.

## شيوخه
أخذ عن كثير من علماء الأزهر الشريف منهم:
- أحمد بن عبد الفتاح الملوي
- أحمد بن الحسن الجوهري
- علي بن أحمد الصعيدي
- محمد بن سالم الحفني
- أحمد بن عبد المنعم الدمنهوري

## تلاميذه
من العلماء الذين تعلموا على يد الشرقاوي الفقيه حسين ابن الكاشف، الذي جذبه الإمام الشرقاوي إليه، فانخلع من الإمارة والقيادة العسكرية، ولازم الشيخ وتفقَّه على يديه. ومنهم إبراهيم البجيري الذي تخصص عليه في علم مصطلح الحديث. ومن ألمعهم الشيخ محمد الدواخلي الذي لازم الشيخ الشرقاوي في فقه مذهبه وغيره من المعقولات ملازمة كلية، وانتسب له، وصار من أخص تلاميذه والشيخ مصطفى الدمنهوري. 

## منزلته
كان الشيخ عبد الله الشرقاوي شيخ علماء الشافعية ومفتيهم في عصره، وتنوع مؤلفاته في العلوم دليل على سعة علمه وفضله في الفقه والحديث والعقائد، وكما كان للشيخ رأي مسموع في الشؤون الدينية، كان له أيضًا رأي مسموع في الشؤون السياسية، فقد عاصر الشيخ الحملة الفرنسية على مصر، وقاد الشعب من أجل مقاومتها حينًا، ومن أجل التخفيف من شدة وطأتها على الشعب حينًا آخر، وطار صيته في كل مكان، وكتب عنه الأوربيون فصولا طوالا، وذهب كل من كتب عنه مذهبًا يتفق ومدى فهمه للأحداث الجسام التي وقعت في هذه الفترة القصيرة الحافلة في تاريخ الوطن.

## مشيخة الأزهر
لما مات الشيخ أحمد العروسي شيخ الأزهر عام 1208 هـ، تولَّى الإمام الشرقاوي مشيخة الأزهر بعده، وكان من المرشحين معه لتولِّي هذا المنصب العلمي والديني الجليل الشيخ مصطفى العروسي، لكنها آلت إلى الشيخ الشرقاوي، وأسندت له، وتولاها وهو موضع ثقة الجميع.

## مؤلفاته
من مؤلفاته:
- «التحفة البهية في طبقات الشافعية»
- «العقائد المشرقية في علم التوحيد»
- «الجواهر السنية في شرح العقائد المشرقية»
- «حاشية على شرح التحرير» في فقه الشافعية
- «حاشية على شرح الهدهدي على أم البراهين»
- «شرح حكم ابن عطاء الله السكندري»
- «ثبت الشرقاوي»
- «مختصر الشمائل» و«شرح المختصر»
- «رسالة في (لا إله إلا الله)»
- «رسالة في مسألة أصولية في جمع الجوامع»
- «شرح رسالة عبد الفتاح العادلي في العقائد»
- «شرح مختصر في العقائد والفقه والتصوف»
- «شرح الحكم والوصايا الكردية في التصوف»
- «شرح ورد السَّحر للبكري»
- «مختصر مغني اللبيب لابن هشام في النحو والإعراب»
- «فتح المبدي شرح مختصر الزبيدي» في الحديث
- «تحفة الناظرين فيمن ولي مصر من الولاة والسلاطين»

## وفاته
لقي الشيخ عبد الله الشرقاوي ربه يوم الخميس، الثاني من شهر شوال سنة 1227 هـ في القاهرة، وذكر الجبرتي أنه لما مات الشيخ الشرقاوي صلى عليه بالأزهر جمع كثير، ودُفِنَ في مدفنه الذي بناه لنفسه، فقد كان الشيخ عبد الله الشرقاوي ناظرًا على وقف وقفته السيدة الخاتون (خوند طغاي الناصرية) بالصحراء للصوفية والقراء، وكان الفرنسيون دمَّروه، فأنشأ الشيخ به مسجدًا وبنى لنفسه إلى جواره قبرًا وعقد عليه قبة، وجعل تحتها مقصورة بداخلها تابوت عالٍ مربع وبنى بجانبه قصرًا ملاصقًا له.
استصدرت زوج الشيخ عبد الله الشرقاوي وابنه الشيخ علي فرمانا من محمد علي باشا ونادى به تابع الشرطة بأسواق المدينة على الناس بالاجتماع والحضور لذلك المولد.